# Stachyridopsis
Genre
Le genre Stachyridopsis regroupe six espèces de timalies, passereaux de la famille des Timaliidae.

## Liste des espèces
Selon la classification de référence du Congrès ornithologique international (version 3.3, 2013) :
- Stachyridopsis rodolphei (Deignan, 1939) – Timalie de Deignan
- Stachyridopsis rufifrons (Hume, 1873) – Timalie à front roux
- Stachyridopsis ambigua Harington, 1915 – Timalie ambiguë
- Stachyridopsis ruficeps (Blyth, 1847) – Timalie de Blyth
- Stachyridopsis pyrrhops (Blyth, 1844) – Timalie à bec rouge
- Stachyridopsis chrysaea (Blyth, 1844) – Timalie dorée